# 日本外傷歯学会

日本外傷歯学会（にほんがいしょうしがっかい、Japan Association of Dental Traumatology;JADT）とは、外傷歯を中心とした学問（外傷歯学）を取り扱う専門学術団体の一つである。日本歯科医学会の認定分科会。

## 概要
1998年に日本外傷歯研究会として設立、2001年に日本外傷歯学会となる。 2013年9月30日現在会員数545名。2014年現在会長は木村光孝。

## 総会
- 年1回

## 学会出版物

### ガイドライン
- 日本外傷歯学会 (2012年10月). “歯の外傷治療ガイドライン”.   日本外傷歯学会. 2014年7月19日閲覧。

### 雑誌
- 『日本外傷歯学会雑誌』年1回発刊 ISSN 1880-0572 全国書誌番号:01017125 (2005年～[5])

## 専門認定
- 歯科医師
  - 日本外傷歯学会認定医

## 大会等
| 年     | 月日           | 名称                               | 会長     | 会場                          | テーマ                                   | 参加者数 | 備考        |
| ------ | -------------- | ---------------------------------- | -------- | ----------------------------- | ---------------------------------------- | -------- | ----------- |
| 2011年 | 11月26日～27日 | 第11回日本外傷歯学会総会・学術大会 | 八若保孝 | 北海道大学学術交流会館        |                                          |          | [ 6 ]       |
| 2012年 | 10月13日～14日 | 第12回日本外傷歯学会総会・学術大会 | 田村康夫 | 朝日大学歯学部                |                                          |          | [ 7 ] [ 8 ] |
| 2013年 | 7月20日～21日  | 第13回日本外傷歯学会総会・学術大会 | 佐藤泰則 | 所沢市民文化センター ミューズ | 外傷歯医療の未来に向けて                 |          | [ 9 ]       |
| 2013年 | 7月26日～27日  | 第14回日本外傷歯学会総会・学術大会 | 田中昭男 | 大阪歯科大学                  | 外傷歯の教育・研究・臨床の着地点に向けて |          | [ 10 ]      |

## 学会賞
- 日本外傷歯学会学会賞[11]
- 日本外傷歯学会学術奨励賞[11]

## 加盟団体
- 日本歯科医学会
- 日本歯学系学会協議会

## 関連事項
- 歯科／小児歯科／口腔外科
- 歯学／口腔外科学／保存修復学／小児歯科学／歯科放射線学／口腔病理学
- 学会の一覧／研究会
- 学校歯科医